# 哈泽德 (肯塔基州)
哈泽德（英語：Hazard），是美国肯塔基州佩里县的一座城市及其县城。建立于1821年，面积约为13.7平方公里（5.3平方英里）。根据2020年美国人口普查，该市的人口为5,263人。

## 历史
当地地主Elijah Combs Sr.于1824年规划了该镇，作为新成立的佩里县的县城所在地。当时该镇和县均以指挥官Oliver Hazard Perry的名字命名，他是1812年战争中1813年伊利湖战役的指挥官。1854年正式更名为哈泽德，该市于1884年由州议会正式组建。
哈扎德长期被群山隔绝，直到1912年铁路开通后，这里才开始与外界接触。之前，通往山谷的唯一通道是沿肯塔基河北叉行驶45英里，或者翻越周围的群山，耗时两周。铁路给小镇带来了经济繁荣，但大萧条也随之而来，导致矿业企业倒闭和城市衰退。
经过几十年的人口下降，该市新居民迅速增加，2010年至2020年间增长率接近20%。1999年7月，哈扎德成为比尔·克林顿总统访问未能分享20世纪90年代繁荣的贫困社区的第一站。2008年11月2日，希拉里·克林顿在民主党美国参议院候选人布鲁斯·伦斯福德的政治集会上访问了哈扎德。

## 地理
哈扎德位于北纬37°15′21″、西经 83°11′37″（37.255910, −83.193706）。根据美国人口普查局的数据，该市总面积为7.0平方英里（18平方公里），全部为陆地。

### 气候
该地区的气候特点是夏季炎热潮湿，冬季通常温和至凉爽。根据柯本气候分类法，哈扎德属于湿润亚热带气候，在气候图上缩写为“Cfa”。

## 人口
| 调查年                | 人口  | 备注   | %±     |
| --------------------- | ----- | ------ | ------ |
| 1880                  | 76    |        | —      |
| 1910                  | 587   |        | —      |
| 1920                  | 4,348 |        | 640.7% |
| 1930                  | 7,021 |        | 61.5%  |
| 1940                  | 7,397 |        | 5.4%   |
| 1950                  | 6,985 |        | −5.6%  |
| 1960                  | 5,958 |        | −14.7% |
| 1970                  | 5,459 |        | −8.4%  |
| 1980                  | 5,371 |        | −1.6%  |
| 1990                  | 5,416 |        | 0.8%   |
| 2000                  | 4,806 |        | −11.3% |
| 2010                  | 4,456 |        | −7.3%  |
| 2020                  | 5,263 |        | 18.1%  |
| 2022年估计            | 4,999 | [ 14 ] | −5.0%  |
| U.S. Decennial Census |       |        |        |

根据2020年美国人口普查，该市有5,263人，2,046户家庭。人口密度为每平方英里 692.5人（每平方公里267.4人）。该市的种族构成为78.4%白人、16.57%非裔美国人、0.08%美洲原住民、2.07%亚裔、0.15%其他种族，以及0.87%来自两个或多个种族。任何种族的西班牙裔或拉丁裔占人口的 0.86%。
2000年美国人口普查显示，哈泽德共有1,946户家庭，其中30.2%有18岁以下的子女同住，42.9%为同居夫妇，18.3%有无丈夫的女性户主，34.9%为非家庭。在所有家庭中，31.7%由个人组成，13.7%有65岁或以上的独居者。平均每户规模为2.30，平均家庭规模为2.88。
该市家庭收入中位数为20,690 美元，家庭收入中位数为27,226美元。男性收入中位数为34,398美元，女性收入中位数为22,386美元。该市的人均收入为14,782美元。约有30.9%的家庭和30.5%的人口处于贫困线以下，其中18岁以下人口占44.3%，65岁及以上人口占13.9%。

## 教育
- 盖伦护理学院
- 哈扎德社区与技术学院
- 哈扎德独立学校——为城市服务的学区；运营一所小学、一所初中和一所高中
  - 哈扎德高中
- 佩里县学校——运营六所小学、一所 K-12 学校、一所高中和一所替代学校
- 哈扎德基督教学院

哈扎德有一个借阅图书馆，即佩里县公共图书馆。